# 囚人貸出制度

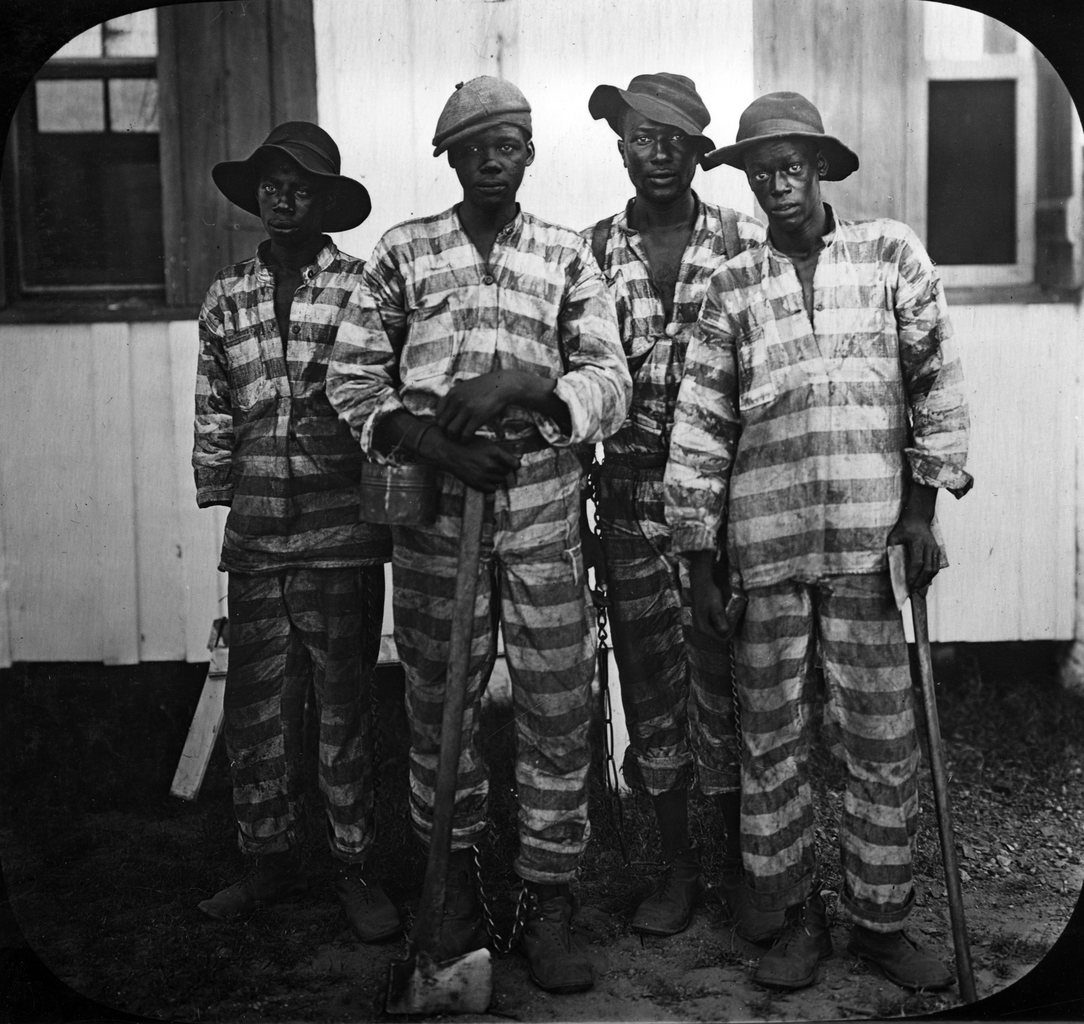
受刑者は1915年、フロリダ州の周りに、収穫の木材にリース

囚人貸出制度（しゅうじんかしだしせいど、英語: Convict Leasing）は、1865年のアメリカ合衆国憲法修正第十三条による奴隷の解放の後にアメリカ南部で設定された懲役制度。この制度は、ある料金を州に支払った民間企業に囚人の貸出を許可することを伴った。囚人は日中刑務所の外の会社で働いて（通常囚人に賃金は支払われない）、夜には刑務所に戻った。犯罪学者のソーステン・ゼリンは著書「Slavery and the Penal System」の中で、囚人貸出制度の唯一の狙いは「囚人の労働力を最大限に搾取する借り主と、借り主に囚人を売った政府の、財政上の利益」と書いている。
合衆国での囚人貸出制度の使用は、南北戦争後のレコンストラクションの時代（1865年-1876年）にさかのぼることができる。 農家と実業家は、彼らの奴隷がいったん解放されると、代わりの労働力の人口を見つける必要があった。1868年5月11日、ジョージア州の暫定知事のトーマス・ルーガーは、労働不足の問題の解決策として、ジョージア&アラバマ鉄道で働くためにウィリアム・フォートへ100名のアフリカ系アメリカ人の囚人の貸し出しを公布した。
囚人貸出制度の使用は急速に広がり、鉄道、採鉱、農業、伐木の作業への労働力の供給に使用された。民間企業に貸し出された囚人たちは、しばしば軽視、乱用、残忍さで苦しめられた。
州の政治家は制度の除去の要求に抵抗した。囚人貸出制度が使用された州では、このプログラムが刑務所運営のコストの372%の収入をもたらした。明らかに、この慣習は州政府にとって非常に有益であり、言うまでもなく囚人労働者を利用した事業主にとっても非常に有益であった。
この慣習の一つの結果は、南北戦争後のアフリカ系アメリカ人の収監者数の移り変わりであった。テネシー州の刑務所のデータはこの変化を物語っている。1865年10月1日のナッシュビルの主な刑務所において、アフリカ系アメリカ人は収監者数の33%を表していたが、1867年11月29日には、この割合は58.3%まで増加していた。1869年には64%にまで増加し、1877年から1879年までは67%という最高値に達した。収監者数もまた増加した。ジョージア州では1868年から1908年の40年間で、収監者数は10倍に増加した。ノースカロライナ州では、1870年の121名から1890年の1,302名に増加し、フロリダ州では1881年の125名から1904年の1,071名になり、ミシシッピ州では1871年から1879年の間に収監者数が4倍になった。アラバマ州では、1869年に374名、1903年に1,878名、1919年には2,453名になった。
囚人貸出制度は20世紀前半にゆっくりと段階的に廃止され、1928年にこの習慣を禁止したアラバマ州が最後の州となった。ある者は、この制度の終焉は囚人に与えられた酷薄な扱いが表出した結果と考えることができると信じ、また別の者は、全体的な立法の修正条項から、政治的な報復や仕返しまでに及ぶ原因を示している。もっとも、囚人貸出制度は、それ自体は見えなくなったが、それでも他の囚人労働の形式は、プランテーション、産業刑務所、そして有名なチェーンギャングといった、さまざまな形で続いている（そして今日もまだ存在している）。